# Ghafsai
Ghafsai (arabiska: غفساي) är en stad i Marocko. Den ligger i provinsen Taounate och regionen Fès-Meknès, 190 km öster om huvudstaden Rabat. Antalet invånare var 6 361 vid folkräkningen 2014.